# Трушков, Александр Александрович
Александр Александрович Трушко́в (род. 31 июля 1996, Москва) — российский хоккеист, вратарь тольяттинской «Лады».

## Карьера
Александр Трушков является воспитанником школы московского «Спартака». Дебютировал на профессиональном уровне за молодёжную команду красно-белых в финальной серии матчей против команды «Омские Ястребы», весной 2013 года. Перед тем финалом спартаковцы испытывали сильные кадровые проблемы. Основной на тот момент голкипер Игорь Шестёркин выступал в составе молодёжной сборной России, Всеволод Кондрашов получил травму в одном из полуфинальных матчей и доигрывал сезон «на уколах», а Павел Сучков был отстранён от матчей в связи с положительной допинг-пробой. Трушков, которому на тот момент было всего 16 лет, ради финальных матчей плей-офф Кубка Харламова даже на некоторое время бросил посещение школы. Молодёжная команда спартаковцев уступила в той финальной серии, однако игру молодого голкипера оценили по достоинству все болельщики и эксперты. В сезоне МХЛ 2013/2014 Трушков выиграл свой первый серьёзный трофей в карьере, вместе с МХК «Спартак» завоевав кубок Харламова. Также спартаковская молодёжь в ранге чемпиона МХЛ выиграла почётный трофей — Кубок мира среди молодёжных клубных команд. 29 января 2014 года в матче против череповецкой «Северстали» состоялся дебют Александра в КХЛ. В той игре Трушков вышел на замену вместо Игоря Шестёркина, который перед этим пропустил пять шайб. Вышедший на замену Трушков пропустил ещё две шайбы, отразив при этом тринадцать бросков. В следующем сезоне основная команда «Спартака» не принимала участие в КХЛ из-за финансовых трудностей и Трушков играл только за молодёжную команду, являясь её основным вратарём.
После возрождения «Спартака» Александр Трушков остался в команде, подписав новый контракт. Для повышения игровой практики Трушков несколько сезонов подряд выступал за новый фарм-клуб красно-белых — воскресенский «Химик» — вплоть до 2019 года, периодически вызываясь в «Спартака» в качестве игрока ротации. В середине сезона 2019/2020 Трушков перешёл во владивостокский «Адмирал» в обмен на денежную компенсацию. В «Адмирале» вратарь провёл двенадцать матчей и одержал три победы, отражая в среднем 90,8 % бросков. 
В мае 2020 года было объявлено о возвращении Трушкова в систему «Спартака». Сезон 2020/2021 провёл в качестве второго вратаря команды, подменяя основного голкипера Юлиуса Гудачека. В регулярном чемпионате Александр выходил на лёд в десяти матчах с коэффициентом надёжности 3,32, отразив 89,4% бросков. В матчах плей-офф Кубка Гагарина оставался в запасе.
11 мая 2021 года в результате обмена перешёл в «Ладу», выступающую в Высшей хоккейной лиге.

## Карьера в сборной
Трушков дебютировал в составе национальной сборной России U-18 на Чемпионате мира, который проходил с 17 по 27 апреля 2014 года в городах Лаппеэнранта и Иматра в Финляндии. В 2015 году принимал участие в молодёжной суперсерии.

## Достижения
- Серебряный призёр МХЛ сезона 2012/2013
- Обладатель кубка Харламова сезона 2013/2014
- Обладатель кубка среди молодёжных клубных команд 2014